# George Heinrich Weber
Pour les articles homonymes, voir Weber.
Georg Heinrich Weber est un médecin et un botaniste allemand, né le 27 juillet 1752 et mort le 7 juillet 1828.

## Biographie
Il est le fils du professeur de théologie et de philosophie Andreas Weber (1718-1781). Il est le père du botaniste Friedrich Weber (1781-1823) et grand-père du médecin Ferdinand Weber (de) (1812-1860).
Il est professeur de médecine en 1777 à l’université de Kiel, puis professeur de médecine et de botanique en 1802. Il dirige également le jardin botanique de l’université.
Weber est notamment l’auteur de Spicilegium florae Goettingensis, plantas inprimis cryptogamicas Hercyniae illustrans (Gotha, 1778).